# Myrsine korthalsii
Myrsine korthalsii är en viveväxtart som beskrevs av Friedrich Anton Wilhelm Miquel. Myrsine korthalsii ingår i släktet Myrsine och familjen viveväxter. Inga underarter finns listade i Catalogue of Life.